# 166 Rhodope
Rhodope /ˈrɒdəpiː/ (định danh hành tinh vi hình: 166 Rhodope) là một tiểu hành tinh rất tối ở vành đai chính. Nó thuộc nhóm tiểu hành tinh họ Adeona.
Ngày 15 tháng 08 năm 1876, nhà thiên văn học người Mỹ gốc Đức Christian H. F. Peters phát hiện tiểu hành tinh Rhodope khi ông thực hiện quan sát tại Đài quan sát Litchfield thuộc Đại học Hamilton ở Clinton, New York, Hoa Kỳ và được đặt theo tên Rhodope, hoàng hậu trong thần thoại Hy Lạp, người đã biến thành một ngọn núi.